# I Avghi
I Avghi (în greacă: Η Αυγή, însemnând Zorile) este un ziar din Grecia cu orientare de stânga.
A fost înființat în 1952 și militează pentru democratizarea vieții interne, coexistență pașnică și dialog ce statele vecine.
În perioada de juntă militară (1967–1974), publicarea sa a fost interzisă.